# Christinna Pedersen
Christinna Pedersen (ur. 12 maja 1986 w Aalborgu) – duńska badmintonistka, srebrna i brązowa medalistka igrzysk olimpijskich, wielokrotna medalistka mistrzostw świata, sześciokrotna mistrzyni Europy.
Największym jej sukcesem jest srebrny medal igrzysk olimpijskich w Rio de Janeiro w deblu.

## Występy w igrzyskach olimpijskich
| Runda               | Partner                 | Przeciwnik                               | Wynik               | Osiągnięcie         |                     |
| Gra podwójna kobiet | Gra podwójna kobiet     | Gra podwójna kobiet                      | Gra podwójna kobiet | Gra podwójna kobiet | Gra podwójna kobiet |
| ------------------- | ----------------------- | ---------------------------------------- | ------------------- | ------------------- | ------------------- |
| Faza grupowa        | Kamilla Rytter Juhl     | Poon Lok Yan Tse Ying Suet               | 21–13, 14–21, 21–18 | Ćwierćfinał         |                     |
| Faza grupowa        | Kamilla Rytter Juhl     | Miyuki Maeda Satoko Suetsuna             | 21–18, 14–21, 17–21 | Ćwierćfinał         |                     |
| Faza grupowa        | Kamilla Rytter Juhl     | Tian Qing Zhao Yunlei                    | 22–20, 21–12        | Ćwierćfinał         |                     |
| Ćwierćfinał         | Kamilla Rytter Juhl     | Mizuki Fujii Reika Kakiiwa               | 20–22, 10–21        | Ćwierćfinał         |                     |
| Gra mieszana        |                         |                                          |                     |                     |                     |
| Faza grupowa        | Joachim Fischer Nielsen | Tobby Ng Grace Guo                       | 21–12, 21–11        | 3. miejsce          |                     |
| Faza grupowa        | Joachim Fischer Nielsen | Robert Mateusiak Nadieżda Zięba          | 21–9, 14–21, 21–17  | 3. miejsce          |                     |
| Faza grupowa        | Joachim Fischer Nielsen | Shintarō Ikeda Reiko Shiota              | 21–11, 21–10        | 3. miejsce          |                     |
| Ćwierćfinał         | Joachim Fischer Nielsen | Sudket Prapakamol Saralee Thoungthongkam | 21–15, 21–13        | 3. miejsce          |                     |
| Półfinał            | Joachim Fischer Nielsen | Zhang Nan Zhao Yunlei                    | 21–17, 17–21, 19–21 | 3. miejsce          |                     |
| Mecz o 3. miejsce   | Joachim Fischer Nielsen | Tontowi Ahmad Liliyana Natsir            | 21–12, 21–12        | 3. miejsce          |                     |

| Runda               | Partner                 | Przeciwnik                       | Wynik               | Osiągnięcie         |                     |
| Gra podwójna kobiet | Gra podwójna kobiet     | Gra podwójna kobiet              | Gra podwójna kobiet | Gra podwójna kobiet | Gra podwójna kobiet |
| ------------------- | ----------------------- | -------------------------------- | ------------------- | ------------------- | ------------------- |
| Faza grupowa        | Kamilla Rytter Juhl     | Luo Ying Luo Yu                  | 11–21, 18–21        | 2. miejsce          |                     |
| Faza grupowa        | Kamilla Rytter Juhl     | Eva Lee Paula Lynn Obanana       | 21–9, 21–6          | 2. miejsce          |                     |
| Faza grupowa        | Kamilla Rytter Juhl     | Jung Kyung-eun Shin Seung-chan   | 21–16, 21–18        | 2. miejsce          |                     |
| Ćwierćfinał         | Kamilla Rytter Juhl     | Chang Ye-na Lee So-hee           | 28–26, 18–21, 21–15 | 2. miejsce          |                     |
| Półfinał            | Kamilla Rytter Juhl     | Tang Yuanting Yu Yang            | 21–16, 14–21, 21–19 | 2. miejsce          |                     |
| Finał               | Kamilla Rytter Juhl     | Misaki Matsutomo Ayaka Takahashi | 21–18, 9–21, 19–21  | 2. miejsce          |                     |
| Gra mieszana        |                         |                                  |                     |                     |                     |
| Faza grupowa        | Joachim Fischer Nielsen | Robert Mateusiak Nadieżda Zięba  | 21–18, 23–21        | Faza grupowa        |                     |
| Faza grupowa        | Joachim Fischer Nielsen | Chris Adcock Gabrielle Adcock    | 19–21, 24–22, 17–21 | Faza grupowa        |                     |
| Faza grupowa        | Joachim Fischer Nielsen | Xu Chen Ma Jin                   | 24–22, 14–21, 16–21 | Faza grupowa        |                     |